# لويز هنريكي دا سيلفيرا
لويز هنريكي دا سيلفيرا هو محامي وسياسي برازيلي، ولد في 25 فبراير 1940 في بلوميناو في البرازيل، وتوفي في 10 مايو 2015 في جوينفيل في البرازيل بسبب نوبة قلبية. نشط حزبياً في حزب الحركة الديمقراطية ‏. وقد انتخب عضو مجلس الشيوخ من البرازيل ‏ وفي 1986 Brazilian parliamentary election ‏، انتخب عضو مجلس النواب البرازيلي ‏ عن دائرة Santa Catarina ‏.